# شتاتيلم
اشتات ايلم (بالألمانية: Stadtilm) هي بلدة ألمانية تقع في ألمانيا في Ilm-Kreis. يقدر عدد سكانها بـ 5,057 نسمة .

## المدن التوأمة
مدن فيتر (رور) و Waldbronn هي مدن توأمة لـاشتات ايلم.